# Jorge Herrán
Jorge Herrán (ur. 5 lutego 1897 w Salto, zm. 19 czerwca 1969) – urugwajski architekt, znany z zaprojektowania Dirección Nacional de Aduanas.
Studiował na Uniwersytecie Republiki w Montevideo, gdzie w 1921 skończył wydział architektury. Do jego najbardziej znanych projektów należały budynki Dirección Nacional de Aduanas, siedzibę Yacht Club Uruguayo oraz budynek Edificio Posadas Belgrano.